# Marlinde Massa
Marlinde Massa (* 7. Juli 1944 in Stuttgart; † 2. Juli 2014 ebenda) war eine deutsche Hockeyspielerin.
Massa bestritt in ihrer Karriere insgesamt 43 Länderspiele mit der deutschen Damen-Hockeynationalmannschaft und belegte mit ihr den zweiten Platz bei der Weltmeisterschaft 1971 in Auckland. Mit ihrem Verein ESV Rot-Weiß Stuttgart holte sie zwischen 1963 und 1971 sieben deutsche Hallenmeistertitel.